# Sindrome di Zollinger-Ellison
La sindrome di Zollinger-Ellison (o abbreviata SZE) è un'entità clinico-patologica caratterizzata da:
- Ulcere peptiche, numerose, localizzate nello stomaco e/o nel duodeno e/o nell'intestino tipicamente resistenti alla terapia
- Altre complicanze dovute all'ipersecrezione di acido cloridrico quali esofagite da reflusso, perforazioni, emorragie e sindromi da malassorbimento
- Dolore addominale
- Diarrea

Tale quadro è sostenuto dalla presenza di una neoplasia denominata "gastrinoma", frequentemente localizzata nel duodeno o nel pancreas, responsabile dell'ipersecrezione irregolare di gastrina, un ormone che stimola la proliferazione di cellule parietali gastriche e la relativa secrezione di acido cloridrico.
La sindrome di Zollinger-Ellison rappresenta inoltre, in associazione con la presenza del suo nesso causale, il gastrinoma, una delle possibili manifestazioni della sindrome MEN di tipo 1.

## Storia
La sindrome fu per la prima volta descritta nel 1955 da Robert Zollinger ed Edwin Ellison, chirurghi presso la Ohio State University.

## Epidemiologia
La sindrome di Zollinger-Ellison è una malattia rara, presente in meno dell'1% dei pazienti affetti da ulcera peptica. Colpisce più frequentemente il sesso maschile, con picco di incidenza tra i 30 e i 50 anni.

## Anatomia patologica
L'aspetto tipico riscontrabile nella SZE è la presenza di numerose ulcere in sede gastrica, duodenale o nell'intestino tenue. Tali ulcere rispondono solo parzialmente alla terapia con inibitori di pompa protonica e tendono a recidivare in sede perianastomotica anche dopo resezione parziale. Può inoltre essere presente gastrite diffusa associata o meno a pliche duodenali e/o gastriche prominenti e a vari gradi di esofagite. Il gastrinoma è confinato nell'80% dei casi nel "triangolo del gastrinoma" (delimitato tra, superiormente, il punto di confluenza del dotto cistico con il coledoco, medialmente lungo l'istmo pancreatico e inferiormente tra seconda e terza porzione del duodeno), benché possa localizzarsi anche nel fegato, nel pancreas, nei linfonodi, ossa, cuore e lungo le membrane mesenteriali.
In più della metà dei casi il gastrinoma presenza caratteristiche locali (infiltrazione) e sistemiche (metastasi) di malignità; tra il 30% e il 50% dei pazienti con gastrinoma presentano metastasi epatiche al momento della diagnosi.

## Profilo clinico
L'ulcera peptica del bulbo duodenale rappresenta la manifestazione più frequente della sindrome di Zollinger-Ellison. Differentemente dall'ulcera peptica comune associata ad Helicobacter pylori, le ulcere da sindrome da Zollinger-Ellison sono particolarmente resistenti alla terapia e tendono alla diffusione verso localizzazioni atipiche (porzione distale del duodeno ed intestino) e a complicarsi più frequentemente con perforazione, ostruzione da stenosi od emorragia. Relativamente alla presenza di ipersecrezione acida possono essere presenti anche diversi gradi di esofagite da reflusso (fino all'esofago di Barrett e alla stenosi esofagea) e di malassorbimento per disattivazione degli enzimi pancreatici da parte del diminuito pH con relativa steatorrea associata. La diarrea, presente in circa il 50% dei casi, ha un carattere cronico ed è dovuta sia all'aumento di volume liquido sul piccolo intestino (muco, alimenti non correttamente digeriti, secrezioni acide) che al danno cronico e conseguente perdita delle capacità assorbenti delle cellule del piccolo intestino.

## Profilo diagnostico
In un contesto anamnestico (dolore addominale, dispepsia, diarrea cronica) e gastroscopico compatibile il primo esame da effettuare è la valutazione ripetuta (almeno 3 prelievi) della gastrinemia (gastrina nel sangue, elevata in caso di SZE) a digiuno, considerando comunque che alcune malattie, quali la gastrite cronica atrofica, l'ostruzione gastrica, il diabete mellito, l'insufficienza renale e il feocromocitoma possono essere responsabili di ipergastrinemia. Tuttavia, un pH basale inferiore a 3 ottenuto con pHmetria delle 24 ore associato ad ipergastrinemia offre diagnosi certa di gastrinoma per esclusione delle patologie elencate. I farmaci inibitori di pompa protonica possono essere inoltre responsabili di elevazione della gastrina ematica ed è quindi necessario sospendere tale terapia per almeno una settimana. Un ulteriore test specifico e sensibile è la misurazione seriata della gastrinemia dopo infusione endovenosa di secretina (in caso di SZE la gastrina ematica supera i 200 pg entro 15 minuti dalla infusione di secretina).
Stabilita la presenza del gastrinoma, occorre ricercarne la sede attraverso metodiche quali:
- Ecografia transaddominale
- Ecografia endoscopica
- TC con mezzo di contrasto
- Risonanza magnetica nucleare
- Scintigrafia
- Arteriografia
- Laparoscopia esplorativa

## Terapia
Il trattamento è a base di farmaci, fra cui si usano gli inibitori di pompa protonica, che inibiscono la secrezione degli acidi gastrici, antagonisti dei recettori H2, che bloccano il rilascio della secrezione acida. Se tali terapie non dovessero avere effetto dovrebbe essere praticata la gastrectomia o la vagotomia. 
Gli antagonisti dei recettori H2 utilizzati sono:
- Ranitidina
- Nizatidina
- Famotidina
- Cimetidina

Gli inibitori di pompa protonica utilizzati sono:
- Esomeprazolo
- Lansoprazolo
- Omeprazolo
- Pantoprazolo
- Rabeprazolo sodico

In tale sindrome i dosaggi sono spesso elevati.
Inoltre, individuata la sede del gastrinoma, si deve procedere alla resezione della neoplasia e dei tessuti circostanti. In caso di metastasi epatiche isolate, è possibile effettuare una metastasectomia con risultati significativi in termini di sopravvivenza libera da malattia. Per neoplasie localmente avanzate e/o diffuse è necessario effettuare terapia di associazione tra chirurgia, chemioterapia e, talora radioterapia.